# البنيان (غرناطة)
بلدية البنيان (بالإسبانية: Albuñán) هي بلدية تقع في مقاطعة غرناطة التابعة لمنطقة الأندلس جنوب إسبانيا.

## الديموغرافيا
بلغ عدد سكان بلدية البنيان 431 نسمة عام 2011 (وفقاً للمعهد الوطني الإسباني للإحصاء).
| 509 | 478 | 455 | 462 | 441 | 436 | 431 |